# Кавалина (Фиренца)
Кавалина је насеље у Италији у округу Фиренца, региону Тоскана.
Према процени из 2011. у насељу је живело 1729 становника. Насеље се налази на надморској висини од 273 м.